# Движение фабричных уполномоченных (1918)
Движение фабричных уполномоченных — антибольшевистское рабочее движение в России в январе — июле 1918 года.
       Зимой 1917/1918 годов хлебный паёк в Петрограде дошёл до 20—80 граммов в день на человека. Вследствие развала транспорта и перебоев с поставками топлива и сырья безработица на петроградских заводах к маю 1918 года дошла до 87-88 %.

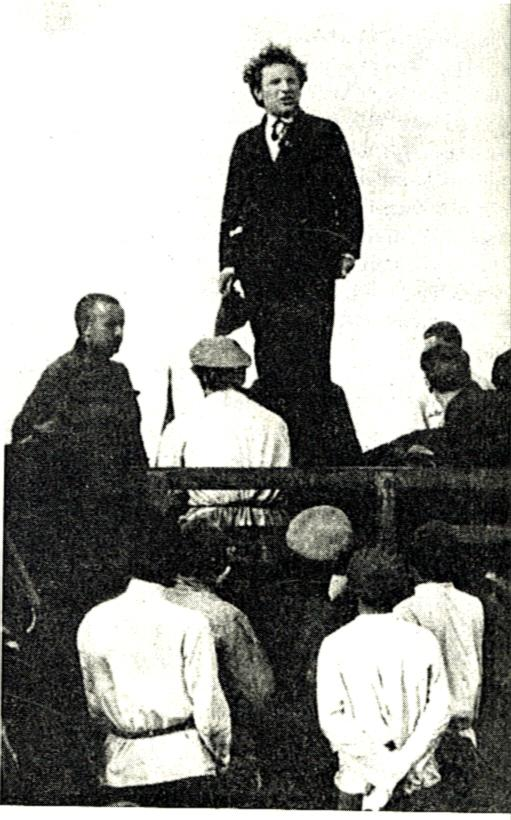
Один из большевистских лидеров, Зиновьев Г. Е. С декабря 1917 года — председатель Петросовета

Начался массовый исход голодающего городского населения в деревни. Параллельно, в стране, с момента большевистского переворота началась полномасштабная гражданская война, антибольшевистские восстания идут по всей стране, на окраинах идет сопротивление казачьих областей и Белого движения. К апрелю 1918 года численность рабочих в Петрограде снизилась вдвое по сравнению с январём 1917 года. Экономический крах, развал правоохранительных структур и армии привёл к сильному всплеску бандитизма. Впоследствии, 6 января 1919 года (24 декабря 1918) банда Кошелькова (Кузнецова) даже случайно ограбила автомобиль с Лениным, ехавшем на рождественскую ёлку в Лесной школе в Сокольниках.
Резкое падение промышленного производства сопровождается столь же резким падением производительности труда. Так, на 1917 год производительность труда составляла 85 % от довоенной, на 1918 — уже лишь 44 %, к концу Гражданской войны дойдя до 26 %.
Начиная с 5 (18) января 1918 года, начались встречи «полномочных представителей» петроградских фабрик и заводов, с февраля 1918 года ставшие уже регулярными. Движение фабричных уполномоченных было настроено антибольшевистски, требовало повторного созыва Учредительного собрания и отказа от Брест-литовского мирного договора. Первый конфликт происходит 31 марта 1918 года, когда большевики конфисковывают в Бюро рабочих уполномоченных документацию.
8 мая произошли антибольшевистские митинги на крупнейших петроградских заводах, Путиловском и Обуховском. 9 мая произошло столкновение в Колпино, безработица в котором дошла практически до 100 %, открыт огонь по толпе митингующих; погиб один человек и ранено шесть (см. Расстрел рабочих Ижорского завода в 1918 году).
В знак протеста Обуховский и Путиловский заводы, а также завод «Арсенал» объявили забастовку. К 28 мая антибольшевистское рабочее движение начинает перекидываться на Москву, Нижний Новгород, Орёл, Тверь, Тулу.
20 мая Совнарком выпускает декрет об организации продотрядов из числа рабочих, 30 мая председатель Петросовета Зиновьев добивается увеличения хлебного пайка до 240 граммов на человека в день. Однако эти меры оказываются недостаточными: к середине июня начинается стихийная организация оппозиционных «рабочих советов» и «рабочих конференций».
С 13 июня большевики переходят в решительное наступление, арестовав в Москве 56 «фабричных уполномоченных». 16 июня большевики объявили о перевыборах всех Советов в связи с приближающимся созывом V Съезда Советов и, в связи с покушением на Ленина, исключают меньшевиков и эсеров из ВЦИК и Советов всех уровней. Таким образом, в выборах могли участвовать только большевики, левые эсеры и беспартийные.
Тем не менее, выборы в Советы в июне 1918 года сопровождаются рядом конфликтов. Фабричные уполномоченные 16 июня постановляют созвать Всероссийскую рабочую конференцию. В июне на Путиловском и Обуховском заводах освистан Зиновьев, рабочие продолжают голосовать за меньшевиков и эсеров, игнорируя декрет об их недопущении к выборам. Оппоненты большевиков обвиняют их в махинациях с избирательными процедурами.
По официальным результатам выборов, объявленным 2 июля, из 650 делегатов Петросовета было избрано 610 большевиков и левых эсеров и 40 меньшевиков и эсеров. Новый Совет постановил распустить Совет рабочих уполномоченных. Со своей стороны Совет рабочих уполномоченных постановил объявить 2 июля всеобщую забастовку. Однако в ней приняло участие лишь до 20 тыс. петроградских рабочих. В июле Совет рабочих уполномоченных был окончательно разогнан ВЧК. В целом за май—июнь 1918 года ВЧК регистрирует до 70 «инцидентов» (антибольшевистских рабочих демонстраций и забастовок), связанных с деятельностью движения «фабричных уполномоченных», и арестовывает до 800 «зачинщиков».

## В Дальневосточной Республике
В Дальневосточной Республике собрания уполномоченных — органы местного самоуправления.